# 野花椒
野花椒（学名：Zanthoxylum simulans）为芸香科花椒属下的一个种，分佈於華東及臺灣。

## 扩展阅读
- 維基物種上的相關：野花椒